# Frequency Unknown
Frequency Unknown è il dodicesimo album in studio del gruppo musicale statunitense Queensrÿche, pubblicato il 23 aprile 2013 dalla Deadline Music, sussidiaria della Cleopatra Records.

## Descrizione
Si tratta dell'unica pubblicazione dei Queensrÿche fronteggiati da Geoff Tate, dopo che questi era stato licenziato nel 2012 dai rimanenti componenti della formazione originaria.
A partire dal 13 marzo 2013 sono state rese disponibili per l'ascolto attraverso iTunes le anteprime di ciascun brano dell'album, mentre il 3 aprile 2013 è stato pubblicato per il download digitale il singolo Cold, successivamente uscito anche in formato 7".
L'album è stato infine reso disponibile per lo streaming una settimana prima della pubblicazione attraverso SoundCloud.

## Tracce
1. Cold – 3:39 (testo: Geoff Tate – musica: Lukas Rossi, Geoff Tate)
2. Dare – 3:38 (testo: Geoff Tate – musica: Jason Slater, Geoff Tate)
3. Give It to You – 4:35 (testo: Geoff Tate – musica: Jason Slater, Chris Cox, Geoff Tate)
4. Slave – 3:54 (testo: Geoff Tate – musica: Jason Slater, Geoff Tate)
5. In the Hands of God – 3:49 (testo: Geoff Tate – musica: Lukas Rossi, Geoff Tate)
6. Running Backwards – 3:28 (testo: Geoff Tate – musica: Jason Slater, Martin Irigoyen, Geoff Tate)
7. Life Without You – 4:42 (testo: Geoff Tate – musica: Jason Slater, Geoff Tate)
8. Everything – 4:28 (testo: Geoff Tate – musica: Jason Slater, Martin Irigoyen, Geoff Tate)
9. Fallen – 4:18 (testo: Geoff Tate – musica: Jason Slater, Geoff Tate)
10. The Weight of the World – 6:15 (testo: Randy Gane, Geoff Tate – musica: Randy Gane, Jason Slater, Geoff Tate)

Tracce bonus nell'edizione (CD, download digitale)
1. I Don't Believe in Love – 4:32 (testo: Geoff Tate – musica: Chris DeGarmo, Geoff Tate)
2. Empire – 5:24 (testo: Geoff Tate – musica: Michael Wilton, Geoff Tate)
3. Jet City Woman – 5:33 (testo: Geoff Tate – musica: Chris DeGarmo, Geoff Tate)
4. Silent Lucidity – 5:41 (Chris DeGarmo)

Billy Sherwood's Mix – CD bonus nell'edizione deluxe
1. Cold – 3:36 (testo: Geoff Tate – musica: Lukas Rossi, Geoff Tate)
2. Dare – 3:34 (testo: Geoff Tate – musica: Jason Slater, Geoff Tate)
3. Give It to You – 4:34 (testo: Geoff Tate – musica: Jason Slater, Chris Cox, Geoff Tate)
4. Slave – 3:48 (testo: Geoff Tate – musica: Jason Slater, Geoff Tate)
5. In the Hands of God – 3:47 (testo: Geoff Tate – musica: Lukas Rossi, Geoff Tate)
6. Running Backwards – 3:25 (testo: Geoff Tate – musica: Jason Slater, Martin Irigoyen, Geoff Tate)
7. Life Without You – 4:57 (testo: Geoff Tate – musica: Jason Slater, Geoff Tate)
8. Everything – 3:55 (testo: Geoff Tate – musica: Jason Slater, Martin Irigoyen, Geoff Tate)
9. Fallen – 4:12 (testo: Geoff Tate – musica: Jason Slater, Geoff Tate)
10. The Weight of the World – 5:49 (testo: Randy Gane, Geoff Tate – musica: Randy Gane, Jason Slater, Geoff Tate)

## Formazione
Musicisti
- Geoff Tate – voce (tracce 1-10)
- Craig Locicero – chitarra ritmica (tracce 1-10)
- Rudy Sarzo – basso (tracce 1, 5 e 9)
- Randy Gane – tastiera (tracce 1, 5, 6, 8, 9 e 10), basso (traccia 10)
- Simon Wright – batteria (tracce 1 e 5)
- Kelly Gray – assolo di chitarra (traccia 1)
- Jason Slater – basso (tracce 2, 3, 4, 6, 7 e 8), assolo di theremin (traccia 2), tastiera (tracce 7 e 8)
- Evan Bautista – batteria (tracce 2, 3, 4 e 10)
- Robert Sarzo – assolo di chitarra (traccia 3)
- Chris Cannella – assolo di chitarra (traccia 4)
- Ty Tabor – assolo di chitarra (tracce 5 e 8)
- K K Downing – assolo di chitarra (traccia 6)
- Paul Bostaph – batteria (tracce 6, 7, 8 e 9)
- Brad Gillis – assolo di chitarra (traccia 7)
- Dave Meniketti – assolo di chitarra (traccia 9)
- Chris Poland – assolo di chitarra (traccia 10)

Produzione
- Jason Slater – produzione, registrazione
- Brian Perera – produzione esecutiva
- Andy Dequara – registrazione
- Maor Appelbaum – mastering